# 益州路
益州路，北宋时设置的路。
咸平四年（1001年）分西川路置，为川峡四路之一。治成都府（治今成都市）。辖境相当今四川省江油、北川等市县以南，喜德、沐川等县以北，小金、沪定等县以东，绵阳、井研等市县以西地区。嘉祐四年（1059年）改为成都府路。 